# Achatinella concavospira
Achatinella concavospira是一种分布在美国夏威夷的肺螺类陆地蜗牛，属于小玛瑙螺科，该物种是夏威夷特有种。